# Lavecina
Lavecina är en ort i Mexiko.   Den ligger i kommunen San Felipe Tejalápam och delstaten Oaxaca, i den sydöstra delen av landet, 400 km sydost om huvudstaden Mexico City. Lavecina ligger 1 657 meter över havet och antalet invånare är 150.
Terrängen runt Lavecina är kuperad åt sydväst, men åt nordost är den platt. Runt Lavecina är det mycket tätbefolkat, med 3 494 invånare per kvadratkilometer. Närmaste större samhälle är Oaxaca de Juárez, 12,9 km öster om Lavecina. Trakten runt Lavecina består till största delen av jordbruksmark.